# Куанье, Кларисса
Кларисса Куанье (фр. Clarisse Coignet, 14 ноября 1824, Монтанье — 7 июня 1918, Dampierre) — французский моральный философ, педагог и историк. Она также была связана с общественным и политическим движением под названием La Morale indépendante, продвигавшим идею о том, что мораль независима от науки и религии.

## Ранние годы и семейная жизнь
Кларисса родилась в Монтанье, коммуне Ружмон. Её отец Жозеф Готье был мастером-кузнецом, а её мать Виржини Жениссе была профессором латинской литературы в университете в Безансоне. Кларисса приходилась племянницей писательнице Клариссы Вигурё и двоюродной сестрой Виктору Консидерану.
В 1850 году Кларисса вышла замуж за Франсуа Куанье, известного французского инженера-строителя и промышленника. У пары было трое детей, в том числе Люси Куанье, жена графа Жерандо-Телеки.

## Образование
Куанье считается важной фигурой во французском общественно-политическом движении под названием «Независимая мораль» (La Morale independente), возникшем в XVIII веке. Своё влияние она проявила, став редактором газеты, которая продвигала повестку дня, сосредоточенную на либеральных идеалах Французской революции и секуляризации образования.
На ранние работы Клариссы Куанье повлияла реформа французской системы образования после провозглашения Третьей французской республики. Это, например, продемонстрировано в её защите государственного образования, опубликованной в 1856 году, а также в её рассказе о жизни Элизы Гримай Лемонье, педагога, основавшей профессиональные школы для молодых женщин. В 1873 году она раскритиковала католицизм как «самое сильное выражение интеллектуального деспотизма, которое когда-либо представлял человеческий разум».
Куанье также известна биографическим повествованием о своих родственниках, таких как Кларисса Вигурё и её двоюродный брат Виктор, и его социалистическая политика.

## Независимая мораль
Куанье предложила свою идею развития независимой морали, которая отражала вопросы, затронутые в философских дискуссиях её времени. Её главный аргумент заключался в том, что мораль не должна основываться на науке или религии, поскольку она создаётся людьми. В первую очередь она исследовала эту теорию в опубликованной работе под названием La Morale indépendante dans son principe et son objet (1869 года), на которую также частично повлиял Иммануил Кант. Эта работа возникла из её статей для газеты La Morale indépendante.
Теория Куанье определила понятие свободы как основу внутренней морали, отличной от внешней морали, происходящей из философии или естествознания. Это объяснялось на примере вождя племени, который постоянно бьёт свою жену. Женщина останавливает его, когда осознаёт свою ценность и свою свободу, что позволяет ей смотреть на мужа с упрёком, тем самым пробуждая его совесть. По мысли Куанье, свобода есть непреложная первооснова человеческого существования, а значит, и нравственной науки.
Куанье далее разъяснила свои аргументы о морали и религии в книге «От Канта к Бергсону: примирение религии и науки в новом спиритуализме» (1911).